# Anwar Mesbah
Anwar Mesbah (àrab: أنور مصباح, Anwar Miṣbāḥ) (Alexandria, 8 d'abril de 1913 - 25 de novembre de 1998) fou un aixecador egipci que va competir durant la dècada de 1930.
El 1936 va prendre part en els Jocs Olímpics de Berlín, on guanyà la medalla d'or en la modalitat del pes lleuger, ex aequo amb Robert Fein, del programa d'halterofília.